# Gesetz zur Änderung der Förderung von Biokraftstoffen
Das Gesetz zur Änderung der Förderung von Biokraftstoffen ist ein Artikelgesetz, das weite Teile der durch das Biokraftstoffquotengesetz geänderten Regelungen des Bundes-Immissionsschutzgesetzes neu regelt.
Die bisherige Quotenregelungen mit jährlich ansteigenden Quoten werden ersetzt. Ab 2009 müssen Biokraftstoffe folgende Anteile am gesamten Kraftstoffmarkt haben:
5,25 kal. % 2009 (anstelle 6,25 % wie ursprünglich im Biokraftstoffquotengesetz geregelt) – rückwirkend ab 1. Januar 2009;
6,25 kal. % 2010–2014 (anstelle 6,75 % – 8 % 2015, s. u.)
Die Unterquote für Bioethanol im Benzin wird ab 2010 reduziert auf:
2,8 kal. % (anstelle 3,6 %), für Biodiesel besteht weiterhin eine Unterquote in Höhe von 4,4 % kal.
Die kalorischen Mindestanteile werden ab 2015 ersetzt durch eine Klimaschutzquote zur Reduzierung der Treibhausgasemissionen des gesamten Kraftstoffmarktes durch Biokraftstoffe um:
3 % ab 2015, 4,5 % ab 2017, 7 % ab 2020.